# Tendosphaera biellensis
Tendosphaera biellensis är en kräftdjursart som beskrevs av Karl Wilhelm Verhoeff 1936A. Tendosphaera biellensis ingår i släktet Tendosphaera och familjen Tendosphaeridae. Inga underarter finns listade i Catalogue of Life.